# III. třída okresu Praha-východ
III. třída okresu Praha-východ patří společně s ostatními třetími třídami mezi deváté nejvyšší fotbalové soutěže v Česku. Je řízena Okresním fotbalovým svazem Praha-východ. Hraje se každý rok od léta do jara se zimní přestávkou. Hraje se ve dvou skupinách (označených A a B), každá skupina má 14 účastníků (celkem tedy 28 týmů) z okresu Praha-východ, každý s každým hraje jednou na domácím hřišti a jednou na hřišti soupeře. Celkem se tedy hraje 24 kol. Vítěz každé ze skupin postupuje do II. třídy okresu Praha-východ.

## Vítězové

### III. třída okresu Praha-východ skupina A
| Ročník    | Vítězný tým                  |
| --------- | ---------------------------- |
| 2003/2004 | TJ Sokol Klecany             |
| 2004/2005 | FK Slavoj Stará Boleslav „B“ |
| 2005/2006 | AFK Nehvizdy                 |
| 2006/2007 | 1.FC Líbeznice               |
| 2007/2008 | Sokol Mochov                 |
| 2008/2009 | SK Viktorie Jirny „B“        |
| 2009/2010 | SK Úvaly „B“                 |
| 2010/2011 | AFK Nehvizdy                 |
| 2011/2012 | SK Zápy „B“                  |
| 2012/2013 | TJ Sokol Šestajovice         |
| 2013/2014 | TJ Klíčany                   |
| 2014/2015 | TJ Sokol Vyšehořovice        |
| 2015/2016 | TJ Sokol Škvorec             |
| 2016/2017 | TJ Sokol Šestajovice         |
| 2017/2018 | SK Viktoria Sibřina          |
| 2018/2019 |                              |

### III. třída okresu Praha-východ skupina B
| Ročník    | Vítězný tým              |
| --------- | ------------------------ |
| 2003/2004 | SK Mirošovice            |
| 2004/2005 | SK Všestary              |
| 2005/2006 | TJ Sokol Mukařov         |
| 2006/2007 | TJ Sokol Mukařov         |
| 2007/2008 | TJ Kunice „B“            |
| 2008/2009 | SK Vyžlovka              |
| 2009/2010 | TJ Sokol Pacov           |
| 2010/2011 | FK Dobřejovice           |
| 2011/2012 | FK Meteor Březí          |
| 2012/2013 | TJ Sokol Hrusice         |
| 2013/2014 | SK Kostelec u Křížků     |
| 2014/2015 | FK Dobřejovice           |
| 2015/2016 | TJ Sokol Senohraby       |
| 2016/2017 | TJ Sokol Svojetice       |
| 2017/2018 | TJ Slavoj Velké Popovice |
| 2018/2019 |                          |